# Homero Santos
Homero dos Santos (Uberlândia, 29 de janeiro de 1930 - 5 de outubro de 2008) foi um advogado e político brasileiro do estado de Minas Gerais.
Exerceu a profissão de advogado em Uberlândia, onde ingressou na política como vereador, em 1954.
Foi deputado estadual por duas legislaturas (5ª e 6ª), de 1963 a 1970. Foi presidente da Assembleia em 1970.
Homero foi também deputado federal por Minas Gerais, durante quatro legislaturas na Câmara, de 1971 a 1987. Foi um dos 113 deputados ausentes na votação da Emenda Dante de Oliveira em 1984 que  propunha Eleições Diretas para Presidência da República, faltaram vinte e dois votos para a emenda ser aprovada.
Em 1988 foi nomeado ministro do Tribunal de Contas da União (TCU). 
Entre os outros tantos cargos que exerceu, Homero foi sócio fundador da Instituição Uberlandense de Ensino (1955); líder do PSD e presidente da Câmara Municipal de Uberlândia; professor titular de Direito Penal da Faculdade de Direito da Universidade de Uberlândia; 1° vice-presidente da Câmara dos Deputados (1979 a 1980 e 1987 a 1988) e presidente em exercício por diversas vezes; líder da ARENA e do Governo Israel Pinheiro na Assembléia; tesoureiro do Grupo Brasileiro (1975 a 1979) e 2° vice-presidente (1983 a 1987) do Parlamento Latino-Americano; e presidente da Primeira Câmara do TCU (1995-1996). Nas eleições de 2002, ficou como suplente de deputado federal.